# Anne Bancroft
Anne Bancroft, pseudônimo de Anna Maria Louisa Italiano (Nova Iorque, 17 de setembro de 1931 — Nova Iorque, 6 de junho de 2005) foi uma atriz americana, que se tornou um ícone de beleza e sensualidade nos anos 1960. Vencedora do Oscar de melhor atriz pela sua atuação no filme The Miracle Worker, sua estrela na Calçada da Fama está localizada no número 6368 da Hollywood Boulevard.

## Carreira
Logo na sua infância recebeu as primeiras lições de interpretação e dança. Em 1950, estreia na televisão como Anne Marno. Em 1952, assinou contrato com os estúdios de cinema da Fox e foi obrigada a deixar o seu nome demasiado "étnico" e entre os vários propostos pelo estúdio, escolheu "Bancroft", porque "lhe pareceu digno". Iniciou a sua carreira com filmes que falharam em demonstrar as suas qualidades interpretativas. O primeiro foi Os Meus Lábios Queimam, de Roy Ward Baker, que não é certamente dos mais recordados protagonizados por Marilyn Monroe ou Richard Widmark.
Em 1958, cansada de westerns de série B e filmes ainda menos memoráveis, regressa a Nova Iorque, começa a estudar no Actors Studio ao mesmo tempo que se vira para o teatro na Broadway, sendo galardoada com um Tony (o prémio máximo da Broadway) na peça Two for the Seesaw, com Henry Fonda, dirigida por Arthur Penn, provando as suas credenciais como actriz dramática. Em 1960, recebeu o segundo pelo seu papel da professora Annie Sullivan, em The Miracle Worker, que ensinou Helen Keller, que nasceu surda e cega, e onde também era dirigida por Penn.
Perdendo o papel na adaptação cinematográfica de Two for the Seesaw para Shirley MacLaine, Arthur Penn resistiu às pressões dos estúdios para contratar uma actriz mais glamorosa para a adaptação de The Miracle Worker. Em consequência, o orçamento foi muito mais pequeno. Com O Milagre de Ann Sullivan, Bancroft recebeu o Oscar de Melhor Atriz e Patty Duke, também repetindo a interpretação na peça como Keller, o de Actriz Secundária. A sua ausência da cerimónia contribuiu para mais um capítulo lendário da história de Hollywood, quando o seu prémio foi recebido por Joan Crawford, incendiando assim ainda mais a relação de ódio com Bette Davis, que estava nomeada esse ano pela 12.ª vez, por O Que Terá Acontecido a Baby Jane? (em que Crawford e Davis trabalharam juntas).
Costuma dizer-se que Bancroft teve duas carreiras, uma nos anos 50, e outra nas décadas seguintes. Os anos 60 são de trabalhos para a imortalidade, de Discussão no Quarto (1964, 2.ª nomeação aos Óscares, prémio no Festival de Cannes), de Jack Clayton, Chamada Para a Vida (1965), de Sydney Pollack, Sete Mulheres (1965), de John Ford. A popularidade de Bancroft atingiu o auge com esse filme geracional chamado The graduate (1967, 3.ª nomeação), de Mike Nichols, em que Bancroft interpretou a mãe da namorada de Benjamin Braddock (Dustin Hoffman), simplesmente conhecida como Mrs. Robinson. Foi um papel que ela, desaconselhada por várias pessoas, quase recusou: o da "mulher mais velha a fazer sexo com um jovem". Entre muitas frases famosas que ficaram, destaca-se naturalmente quando o confuso e inexperiente Benjamin dirige-se a Mrs. Robinson e diz "Mrs. Robinson, está-me a tentar seduzir… não está?".
Embora a sua carreira tenha ficado definida por esse papel (mais do que aquele que lhe deu o Óscar) e nunca tenha sido tão popular como nesse momento, que a levou ao longo dos anos a proclamar o seu espanto por as pessoas nunca terem ultrapassado o seu impacto (o que não será difícil de explicar se pensarmos que, independentemente do filme, também está ligada à canção de Simon & Garfunkel), o estatuto como uma das actrizes mais respeitadas nos palcos, cinema e televisão manteve-se desde então.

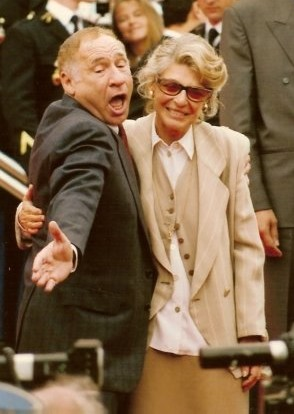
Anne Bancroft e seu esposo, o ator e cineasta americano Mel Brooks, no Festival de Cannes em 1991

Entre os filmes e trabalhos em televisão que merecem destaque contam-se O Jovem Leão (1972), de Richard Attenborough, A Última Loucura de Mel Brooks (1976), como ela própria, Jesus de Nazaré (1977), de Franco Zeffirelli (televisão), A Grande Decisão (1977, 4.ª nomeação), de Herbert Ross, ao lado de Shirley MacLaine. Novamente inesquecível em O Homem-Elefante (1980), também ele um trabalho inesquecível de David Lynch, produzido por Mel Brooks, Ser ou Não Ser (1983), de Alan Johnson (ao lado do seu marido), Garbo e Eu (1984), de Sidney Lumet, Agnes de Deus (1985, 5.ª nomeação), num confronto memorável com Jane Fonda, A Rua do Adeus, de David Hugh Jones (com Anthony Hopkins e Matthew Broderick).
Nos anos 90, para além de vários papéis em telefilmes, destacam-se presenças secundárias nos filmes A Assassina (1993), de John Badham, Onde Reside o Amor (1995), de Jocelyn Moorhouse, Fim-de-Semana em Família (1995), de Jodie Foster, Espírito do Sol (1996), um filme injustamente esquecido de Michael Cimino, G.I. Jane (1997), de Ridley Scott, Grandes Esperanças (1998), questionável experiência na língua inglesa por parte de Alfonso Cuarón, no filme protagonizado por Ethan Hawke e Gwyneth Paltrow, Antz - A Formiga Z (1998), de Eric Darnell e Tim Johnson. Em 2000, foi a mãe de Ben Stiller em Sedutora Tentação. Ainda em 2000, Paixão em Florença antecede o seu último filme, onde teve um pequeno mas delicioso papel, Matadoras (2001).
Em 2002 regressou ao teatro após uma ausência de 21 anos, com a peça off-Broadway "Occupant", de Edward Albee. Em 2003, faz o seu último trabalho à frente das câmaras, no telefilme The Roman Spring of Mrs. Stone, pelo qual foi nomeada para um Emmy. Terá feito ainda a voz no filme de animação Delgo, de Marc F. Adler e Jason Maurer, ainda por estrear.
Uma ironia, já que em A Grande Decisão, interpretara uma bailarina que abdicara da vida pessoal para prosseguir a sua carreira. Em 2000, reflectiu sobre o que pensou quando conheceu Brooks: "Este tipo parece-se com o meu pai e age como a minha mãe. É o indicado para mim." No dia seguinte a tê-lo conhecido, disse à sua psiquiatra: "Vamos despachar este processo, conheci o homem certo". Foi ela que o convenceu a fazer a adaptação musical do seu filme O Falhado Amoroso e após ver os ensaios com Nathan Lane e Matthew Broderick percebeu a falta que o teatro lhe fazia e fez o citado regresso após tantos anos. Aliás, uma das suas últimas presenças foi com o marido na série da HBO Curb Your Entusiasm, de Larry David, interpretando uma paródia a uma cena de The Producers.
Em 1980, Bancroft fez a única experiência como actriz, argumentista e realizadora, com Água na Boca. Já na cerimónia dos Óscares de 1993, ela e Dustin Hoffman fizeram uma rábula à volta da famosa pergunta sobre a sedução de A Primeira Noite. Mas desta vez a resposta foi "agora já não"…

## Vida pessoal
Foi casada duas vezes; o primeiro casamento foi com Martin May, a união durou de 1 de julho de 1953 até 13 de fevereiro de 1957. Eles não tiveram filhos. Em 1961, Bancroft conheceu Mel Brooks em um ensaio para o show de variedades de Perry Como. Bancroft e Brooks se casaram em 5 de agosto de 1964, e ficaram juntos até sua morte. Eles tiveram um filho, Maximillian, nascido em 1972.

## Morte

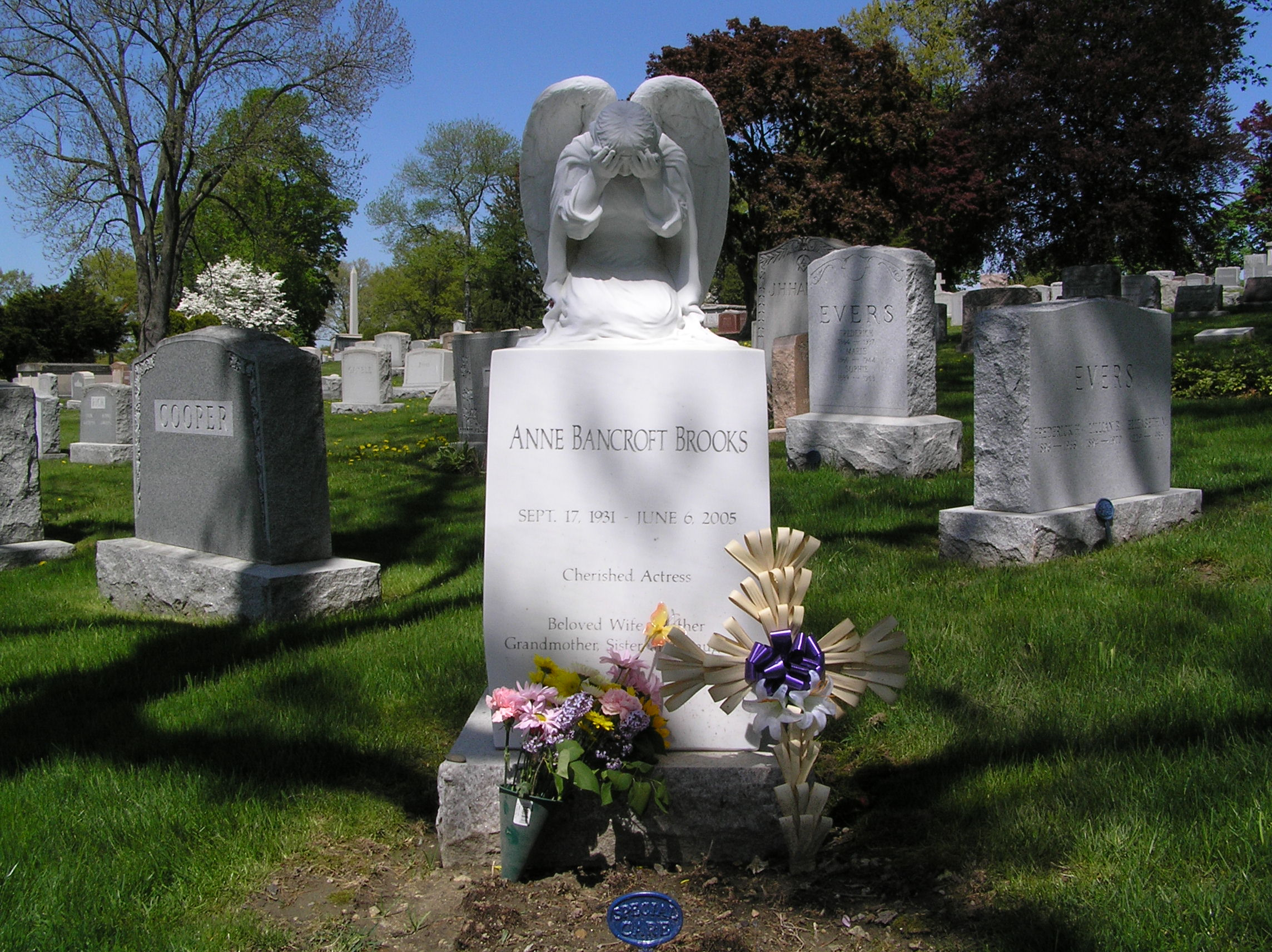
Túmulo de Anne Bancroft no Cemitério Kensico em Valhalla, em Nova York

Anne Bancroft morreu, aos 73 anos, de câncer de útero em 6 de junho de 2005, no Mount Sinai Hospital, em Nova York. Foi enterrada no Cemitério Kensico em Valhalla, Nova York, perto dos pais, Mildred e Michael Italiano. Um monumento de mármore branco com um anjo chorando adorna seu túmulo.

## Teatro
| Ano  | Título                          | Papel                |
| ---- | ------------------------------- | -------------------- |
| 1958 | Two for the Seesaw              | vencedora Tony Award |
| 1959 | The Miracle Worker              | vencedora Tony Award |
| 1963 | Mother Courage and Her Children |                      |
| 1965 | The Devils                      |                      |
| 1967 | The Little Foxes                |                      |
| 1968 | A Cry of Players                |                      |
| 1977 | Golda                           | Indicada Tony Award  |
| 1981 | Duet for One                    |                      |
| 2002 | Occupant                        |                      |

## Filmes
| Ano  | Título                        | Papel                            | Notes |
| ---- | ----------------------------- | -------------------------------- | --- |
| 1952 | Don't Bother to Knock         | Lyn Lesley                       | |
| 1953 | Tonight We Sing               | Emma Hurok                       | |
| 1953 | Treasure of the Golden Condor | Marie, Comtesse de St. Malo      | |
| 1953 | The Kid from Left Field       | Marian Foley                     | |
| 1954 | Gorilla at Large              | Laverne Miller                   | |
| 1954 | Demetrius and the Gladiators  | Paula                            | |
| 1955 | The Raid                      | Katie Bishop                     | |
| 1955 | New York Confidential         | Kathy Lupo                       | |
| 1955 | A Life in the Balance         | María Ibinia                     | |
| 1955 | The Naked Street              | Rosalie Regalzyk                 | |
| 1955 | The Last Frontier             | Corinna Marston                  | |
| 1956 | Walk the Proud Land           | Tianay                           | |
| 1957 | Nightfall                     | Marie Gardner                    | |
| 1957 | The Restless Breed            | Angelita                         | |
| 1957 | The Girl in Black Stockings   | Beth Dixon                       | |
| 1962 | The Miracle Worker            | Anne Sullivan Macy               | Vencedora Oscar de melhor atriz Vencedora BAFTA National Award Vencedora San Sebastián Indicada Golden Globe |
| 1964 | The Pumpkin Eater             | Jo Armitage Oscar                | Vencedora BAFTA Vencedora Golden Globe Vencedora Cannes Indicada Oscar                                       |
| 1965 | The Slender Thread            | Inga Dyson                       | |
| 1966 | 7 Women                       | Dr. D.R. Cartwright              | |
| 1967 | The Graduate                  | Mrs. Robinson                    | Vencedora Golden Globe Indicada Oscar Indicada BAFTA                                                         |
| 1972 | Young Winston                 | Lady Randolph Churchill          | Indicada BAFTA                                                                                               |
| 1974 | Blazing Saddles               | Extra in Church Congregation     | não-creditada                                                                                                |
| 1975 | The Prisoner of Second Avenue | Edna Edison                      | Indicada BAFTA                                                                                               |
| 1975 | The Hindenburg                | Ursula, The Countess             | |
| 1976 | Lipstick                      | Carla Bondi                      | |
| 1976 | Silent Movie                  | ela própria                      | |
| 1977 | The Turning Point             | Emma Jacklin                     | Indicada National Award Indicada Oscar Indicada BAFTA Indicada Golden Globe                                  |
| 1977 | Jesus of Nazareth             | Mary Magdalene                   | Indicada Emmy                                                                                                |
| 1980 | Fatso                         | Antoinette                       | Diretora e escritora                                                                                         |
| 1980 | The Elephant Man              | Mrs. Kendal                      | |
| 1983 | To Be or Not to Be            | Anna Bronski                     | Indicada Golden Globe                                                                                        |
| 1984 | Garbo Talks                   | Estelle Rolfe                    | Indicada Golden Globe                                                                                        |
| 1985 | Agnes of God                  | Mother Miriam Ruth               | Indicada Oscar                                                                                               |
| 1986 | night, Mother                 | Thelma Cates                     | Indicada Golden Globe                                                                                        |
| 1986 | 84 Charing Cross Road         | Helene Hanff                     | Vencedora BAFTA                                                                                              |
| 1988 | Torch Song Trilogy            | Ma Beckoff                       | |
| 1989 | Bert Rigby, You're a Fool     | Meredith Perlestein              | |
| 1992 | Honeymoon in Vegas            | Bea Singer                       | |
| 1992 | Love Potion No. 9             | Madame Ruth                      | |
| 1993 | Point of No Return            | Amanda                           | |
| 1993 | Malice                        | Mrs. Kennsinger                  | |
| 1993 | Mr. Jones                     | Dr. Catherine Holland            | |
| 1995 | How to Make an American Quilt | Glady Joe Cleary                 | Indicada Screen Award                                                                                        |
| 1995 | Home for the Holidays         | Adele Larson                     | |
| 1995 | Dracula: Dead and Loving It   | Madame Ouspenskaya (Gypsy Woman) | |
| 1996 | TheSunchaser                  | Dr. Renata Baumbauer             | |
| 1997 | G.I. Jane                     | Sen. Lillian DeHaven             | |
| 1997 | Critical Care                 | Nun                              | |
| 1998 | Great Expectations            | Ms. Dinsmoor                     | |
| 1998 | Mark Twain's America in 3D    | Narrator                         | |
| 1998 | Antz                          | Queen                            | voz |
| 2000 | Keeping the Faith             | Ruth Schram                      | |
| 2000 | Up at the Villa               | Princess San Ferdinando          | |
| 2001 | Heartbreakers                 | Gloria Vogal/Barbara             | |
| 2001 | In Search of Peace            | Golda Meir                       | voz |
| 2008 | Delgo                         | Sedessa                          | voz |

## Televisão
| Ano  | Título                                    | Papel                     | Notes                                                        |
| ---- | ----------------------------------------- | ------------------------- | ------------------------------------------------------------ |
| 1967 | ABC Stage 67 – I'm Getting Married        | Virginia                  |                                                              |
| 1970 | Annie: The Women in the Life of a Man     |                           | Vencedora Emmy                                               |
| 1974 | Annie and the Hoods                       |                           |                                                              |
| 1977 | Jesus of Nazareth                         | Mary Magdalene            | Minisséries                                                  |
| 1982 | Marco Polo                                | Marco's mother            | Minisséries                                                  |
| 1990 | Freddie and Max                           | Maxine (Max) Chandler     | Seis episódios                                               |
| 1992 | Broadway Bound                            | Kate Jerome               | Indicada Emmy Award                                          |
| 1992 | Mrs. Cage                                 | Lillian Cage              | Indicada Emmy                                                |

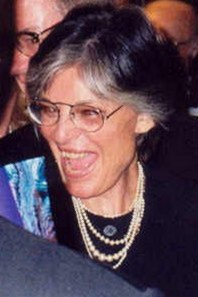
Anne Bancroft no Emmy Awards em 1997

| 1994 | Oldest Living Confederate Widow Tells All | Lucy Marsden (age 99–100) | Indicada Emmy                                                |
| 1994 | Great Performances – The Mother           | Mrs. Fanning              |                                                              |
| 1994 | The Simpsons                              | Dr. Zweig (voice)         | Episódio: "Fear of Flying"                                   |
| 1996 | Homecoming                                | Abigail Tillerman         | Indicada Screen Award                                        |
| 1999 | Deep in My Heart                          | Gerry Eileen Cummins      | Vencedora Emmy                                               |
| 2001 | Haven                                     | Mama Gruber               | Indicada Emmy                                                |
| 2003 | The Roman Spring of Mrs. Stone            | Contessa                  | Indicada Emmy Indicada Satellite Award Indicada Screen Award |
| 2004 | Curb Your Enthusiasm                      | ela própria               |                                                              |

## Prêmios e indicações

### Óscar
| Ano  | Categoria    | Filme              | Resultado |
| ---- | ------------ | ------------------ | --------- |
| 1986 | Melhor Atriz | Agnes of God       | Indicado  |
| 1978 | Melhor Atriz | The Turning Point  | Indicado  |
| 1968 | Melhor Atriz | The Graduate       | Indicado  |
| 1965 | Melhor Atriz | The Pumpkin Eater  | Indicado  |
| 1963 | Melhor Atriz | The Miracle Worker | Venceu    |

### BAFTA
| Ano  | Categoria                | Filme                         | Resultado |
| ---- | ------------------------ | ----------------------------- | --------- |
| 1986 | Melhor atriz             | 84 Charing Cross Road         | Vencedora |
| 1977 | Melhor atriz             | The Turning Point             | Indicada  |
| 1975 | Melhor atriz             | The Prisoner of Second Avenue | Indicada  |
| 1972 | Melhor atriz             | Young Winston                 | Indicada  |
| 1967 | Melhor atriz             | The Graduate                  | Indicada  |
| 1964 | Melhor atriz Estrangeira | The Pumpkin Eater             | Vencedora |
| 1962 | Melhor atriz Estrangeira | The Miracle Worker            | Vencedora |

### Globo de Ouro
| Ano  | Categoria                     | Filme              | Resultado |
| ---- | ----------------------------- | ------------------ | --------- |
| 1984 | Melhor atriz- Comédia/Musical | Garbo talks        | Indicada  |
| 1983 | Melhor atriz- Comédia/Musical | To be or not to be | Indicada  |
| 1967 | Melhor atriz- Comédia/Musical | The Graduate       | Vencedora |
| 1986 | Melhor atriz- Drama           | Night mother       | Indicada  |
| 1985 | Melhor atriz- Drama           | Agnes of God       | Indicada  |
| 1977 | Melhor atriz- Drama           | The Turning Point  | Indicada  |
| 1964 | Melhor atriz- Drama           | The Pumpkin Eater  | Indicada  |
| 1962 | Melhor atriz- Drama           | The Miracle Worker | Vencedora |

### Festival de Cannes
| Ano  | Categoria    | Filme             | Resultado |
| ---- | ------------ | ----------------- | --------- |
| 1964 | Melhor Atriz | The Pumpkin Eater | Vencedora |